# 両生類・爬虫類天然記念物一覧
両生類・爬虫類天然記念物一覧は、日本の文部科学大臣が指定する、天然記念物（特別天然記念物を含む、以下同）のうち、両生類・爬虫類に関わるもののリスト。天然記念物指定基準「動物」に基づき指定されたもののうち、両生類・爬虫類の種および生息地、繁殖地等を掲載する。なお、本項では文化財保護法に基づき国（日本国文部科学大臣）が指定した天然記念物を対象とし、地方自治体指定の天然記念物は対象外とする。

## 特別天然記念物
- オオサンショウウオ（種指定）

## 天然記念物

### 両生類
- （オオサンショウウオ）
  - オオサンショウウオ生息地〔岐阜県郡上市和良町・八幡町〕
  - オオサンショウウオ生息地〔岐阜県郡上市大和町〕
  - オオサンショウウオ生息地〔岡山県真庭市〕
  - オオサンショウウオ生息地〔大分県宇佐市〕
- （カジカガエル）
  - 湯原カジカガエル生息地〔岡山県真庭市〕
  - 南桑カジカガエル生息地〔山口県岩国市〕
- （モリアオガエル）
  - 大揚沼のモリアオガエルおよびその繁殖地〔岩手県八幡平市〕
  - 平伏沼モリアオガエル繁殖地〔福島県双葉郡川内村〕

### 爬虫類
- （アオダイショウ）
  - 岩国のシロヘビ
- （アカウミガメ）
  - 御前崎のウミガメおよびその産卵地〔静岡県御前崎市〕
  - 大浜海岸のウミガメおよびその産卵地〔徳島県海部郡美波町〕
- キシノウエトカゲ
- （クサガメ）
  - 見島のカメ生息地〔山口県萩市〕
- セマルハコガメ
- リュウキュウヤマガメ